# Варад (эялет)
Провинция Варад (также известная как Пашалык Варад или Эялет Варад) — пашалык Османской империи на территории современных Венгрии и Румынии, созданный в 1661 году султаном Мехмедом IV на завоёванных в 1596 году землях. Столицей пашалыка был город Варад. В 1692 году территория была захвачена австрийцами, и в 1699 году официально была передана Австрии в соответствии с условиями Карловицкого мира.

## Административное деление
Варадский пашалык делился на следующие санджаки:
- Дебречин
- Саланта
- Халмаш
- Сенгеви
- Япышмаз
- Эгри
- Хатван